# Нюквист, Свен
Свен Вильхем Нюквист (швед. Sven Vilhem Nykvist; 3 декабря 1922, Мухеда, Крунуберг — 20 сентября 2006, Стокгольм) — шведский кинооператор и режиссёр, обладатель многих кинематографических премий, в том числе двух премий «Оскар» за лучшую операторскую работу (1973 и 1983). Наиболее известен своим многолетним сотрудничеством с режиссёром Ингмаром Бергманом.

## Биография
Будучи сыном лютеранских миссионеров в Африке, воспитывался родственниками. Увлекался спортом. Его отец, фотограф-любитель, заинтересовал его визуальными искусствами, и Свен впервые взял в руки камеру, чтобы заснять свои прыжки в высоту и лучше отработать технику.
После года учёбы в Стокгольмской муниципальной школе фотографии включился в кинопроизводство как помощник оператора. В 1943—1945 годах работал на римской студии «Чинечитта». В 1953 году началось его сотрудничество с Ингмаром Бергманом.
За 55 лет операторского труда снял более ста двадцати фильмов. Наиболее известен своими работами в фильмах Бергмана, которых он — считая телевизионные и документальные — снял свыше двадцати; а также плодотворным сотрудничеством с Вуди Алленом — четыре фильма. Был оператором последнего фильма Андрея Тарковского «Жертвоприношение» (1986).
В 1991 году Нюквист снял в качестве режиссёра фильм «Бык», который был выдвинут на «Оскар» от Швеции как лучший фильм на иностранном языке и попал в число пяти номинантов.

## Избранная фильмография

### Фильмы Бергмана
- 1953 — Вечер шутов / Gycklarnas afton
- 1960 — Девичий источник / Jungfrukällan
- 1961 — Сквозь тусклое стекло / Såsom i en spegel
- 1962 — Причастие / Nattvardsgästerna
- 1963 — Молчание / Tystnaden
- 1966 — Персона / Persona
- 1968 — Час волка / Vargtimmen
- 1968 — Стыд / Skammen
- 1969 — Страсть / En passion
- 1969 — Ритуал / Riten
- 1971 — Прикосновение / Beröringen
- 1972 — Шёпоты и крики / Viskningar Och Rop
- 1973 — Сцены из супружеской жизни / Scener ur ett äktenskap
- 1975 — Волшебная флейта / Trollflöjten
- 1976 — Лицом к лицу / Ansikte Mot Ansikte
- 1977 — Змеиное яйцо / Das Schlangenei
- 1978 — Осенняя соната / Höstsonaten
- 1980 — Из жизни марионеток / Aus Dem Leben Der Marionetten
- 1982 — Фанни и Александр / Fanny Och Alexander
- 1984 — После репетиции / Efter repetitionen

### Фильмы других режиссёров
- 1953 — Варавва / Альф Шёберг
- 1960 — Судья / Альф Шёберг
- 1964 — Любовные пары / Май Сеттерлинг
- 1970 — Первая любовь / Erste Liebe — Максимилиан Шелл
- 1970 — Один день Ивана Денисовича / One Day in the Life of Ivan Denisovich — Каспар Вреде
- 1972 — Сиддхартха / Siddhartha — Конрад Рукс
- 1975 — Выкуп / The Ransom (Terrorists) — Каспар Вреде
- 1975 — Чёрная луна / Black Moon — Луи Малль
- 1976 — Жилец / Le Locataire — Роман Полански
- 1978 — Прелестное дитя / Pretty Baby — Луи Маль
- 1978 — Начать сначала / Starting Over — Алан Пакула
- 1980 — Вилли и Фил / Пол Мазурски
- 1981 — Почтальон всегда звонит дважды / The Postman Always Rings Twice — Боб Рейфелсон
- 1983 — Звезда-80 / Star 80 — Боб Фосс
- 1983 — Трагедия Кармен / Питер Брук
- 1984 — Любовь Свана / Un Amour De Swann — Фолькер Шлёндорф
- 1985 — Агнесса Божья / Agnes Of God — Норман Джуисон
- 1986 — Любовник из снов / Dream Lover — Алан Пакула
- 1986 — Жертвоприношение / Offret — Андрей Тарковский
- 1988 — Невыносимая легкость бытия / The Unbearable Lightness Of Being — Филип Кауфман
- 1988 — Другая женщина / Another Woman — Вуди Аллен
- 1989 — Нью-йоркские истории / New York Stories — Вуди Аллен
- 1989 — Преступления и проступки / Crimes And Misdemeanors — Вуди Аллен
- 1991 — Бык / Oxen — Свен Нюквист
- 1992 — Чаплин / Chaplin — Ричард Аттенборо
- 1993 — Неспящие в Сиэтле / Sleepless in Seattle — Нора Эфрон
- 1993 — Что гложет Гилберта Грэйпа / What’s Eating Gilbert Grape — Лассе Халльстрём
- 1994 — Только ты / Only You — Норман Джуисон
- 1995 — Кристина, дочь Лавранса / Лив Ульман
- 1998 — Знаменитость / Celebrity — Вуди Аллен
- 1999 — Новогодняя история / Питер Йейтс

## Книги
- Vördnad för ljuset (1997, пер. на исп, пол., чеш.)

## Признание и награды
Член Американской киноакадемии (первый из европейских кинооператоров). Член жюри Каннского МКФ (1990). Ему посвящён документальный фильм Мой спутник свет (2000), который снял его сын, сценарист и кинорежиссёр Карл-Густав Нюквист. Режиссёр Андрей Тарковский говорил, что о таком операторе, как Свен Нюквист, он мечтал всю жизнь. На фильмах Бергмана, которые снимал Нюквист, училось не одно поколение молодых кинематографистов ВГИКа.
| Год                                                                                             | Результат                                  | Награда                                    | Номинация                                                        | Получатель                                 |
| Оскар                                                                                           |                                            |                                            |                                                                  |                                            |
| ----------------------------------------------------------------------------------------------- | ------------------------------------------ | ------------------------------------------ | ---------------------------------------------------------------- | ------------------------------------------ |
| 1974                                                                                            | Лауреат                                    | Оскар                                      | Лучшая операторская работа                                       | Шёпоты и крики                             |
| 1984                                                                                            | Лауреат                                    | Оскар                                      | Лучшая операторская работа                                       | Фанни и Александр                          |
| 1989                                                                                            | Номинант                                   | Оскар                                      | Лучшая операторская работа                                       | Невыносимая лёгкость бытия                 |
| American Society of Cinematographers Архивная копия от 20 января 2009 на Wayback Machine        |                                            |                                            |                                                                  |                                            |
| 1989                                                                                            | Номинант                                   | ASC Award                                  | Outstanding Achievement in Cinematography in Theatrical Releases | Невыносимая лёгкость бытия                 |
| 1996                                                                                            | Lifetime Achievement Award                 | Lifetime Achievement Award                 | Lifetime Achievement Award                                       | Lifetime Achievement Award                 |
| BAFTA                                                                                           |                                            |                                            |                                                                  |                                            |
| 1974                                                                                            | Номинант                                   | BAFTA Film Award                           | Лучшая операторская работа                                       | Шёпоты и крики                             |
| 1984                                                                                            | Лауреат                                    | BAFTA Film Award                           | Лучшая операторская работа                                       | Фанни и Александр                          |
| British Society of Cinematographers Архивная копия от 6 марта 2009 на Wayback Machine           |                                            |                                            |                                                                  |                                            |
| 1983                                                                                            | Лауреат                                    | Приз за лучшую операторскую работу         | Приз за лучшую операторскую работу                               | Фанни и Александр                          |
| 1988                                                                                            | Номинант                                   | Приз за лучшую операторскую работу         | Приз за лучшую операторскую работу                               | Невыносимая лёгкость бытия                 |
| 1988                                                                                            | Номинант                                   | Приз за лучшую операторскую работу         | Приз за лучшую операторскую работу                               | Чаплин                                     |
| Brothers Manaki International Film Festival Архивная копия от 15 января 2010 на Wayback Machine |                                            |                                            |                                                                  |                                            |
| 1998                                                                                            | Golden Camera 300 for Lifetime Achievement | Golden Camera 300 for Lifetime Achievement | Golden Camera 300 for Lifetime Achievement                       | Golden Camera 300 for Lifetime Achievement |
| Camerimage                                                                                      |                                            |                                            |                                                                  |                                            |
| 1993                                                                                            | Lifetime Achievement Award                 | Lifetime Achievement Award                 | Lifetime Achievement Award                                       | Lifetime Achievement Award                 |
| 1998                                                                                            | Лауреат                                    | Special Award                              | Лучший дуэт всех времен: Режиссёр - Оператор                     | Ингмар Бергман, Свен Нюквист               |
| 1998                                                                                            | Номинант                                   | Golden Frog                                | Golden Frog                                                      | Кристина, дочь Лавранса                    |
| Каннский кинофестиваль                                                                          |                                            |                                            |                                                                  |                                            |
| 1986                                                                                            | Лауреат                                    | Best Artistic Contribution                 | За операторскую работу                                           | Жертвоприношение                           |
| Csapnivalo Awards Архивная копия от 11 мая 2009 на Wayback Machine                              |                                            |                                            |                                                                  |                                            |
| 2000                                                                                            | Номинант                                   | Golden Slate                               | Лучшая операторская работа                                       | Знаменитость                               |
| Сезар                                                                                           |                                            |                                            |                                                                  |                                            |
| 1976                                                                                            | Лауреат                                    | Сезар                                      | Лучшая операторская работа                                       | Чёрная луна                                |
| Золотой жук                                                                                     |                                            |                                            |                                                                  |                                            |
| 1973                                                                                            | Лауреат                                    | Jury Specialbagge                          | Jury Specialbagge                                                | Jury Specialbagge                          |
| 1992                                                                                            | Номинант                                   | Золотой жук                                | Лучшая операторская работа                                       | Бык                                        |
| Independent Spirit Awards Архивная копия от 18 января 2010 на Wayback Machine                   |                                            |                                            |                                                                  |                                            |
| 1989                                                                                            | Лауреат                                    | Independent Spirit Award                   | Лучшая операторская работа                                       | Невыносимая лёгкость бытия                 |
| Los Angeles Film Critics Association Awards Архивная копия от 17 января 2009 на Wayback Machine |                                            |                                            |                                                                  |                                            |
| 1983                                                                                            | Лауреат                                    | LAFCA Award                                | Лучшая операторская работа                                       | Фанни и Александр                          |
| Los Angeles Film Madridimagen Архивная копия от 23 февраля 2005 на Wayback Machine              |                                            |                                            |                                                                  |                                            |
| 1998                                                                                            | Madridimagen Golden Award                  | Madridimagen Golden Award                  | Madridimagen Golden Award                                        | Madridimagen Golden Award                  |
| National Society of Film Critics Awards Архивная копия от 19 января 2009 на Wayback Machine     |                                            |                                            |                                                                  |                                            |
| 1973                                                                                            | Лауреат                                    | NSFC Award                                 | Лучшая операторская работа                                       | Шёпоты и крики                             |
| Год                                                                                             | Результат                                  | Награда                                    | Номинация                                                        | Получатель                                 |